# Мангейра (озеро)
Манге́йра (порт. Mangueira) — лагунное озеро в южной части бразильского штата Риу-Гранди-ду-Сул близ границы с Уругваем. Сформировалось в результате отделения мелководной части океана.
Озеро протянулось примерно на 100 километров в длину с юго-запада на северо-восток, располагаясь между более крупным озером Лагоа-Мирин и берегом Атлантического океана на заболоченной низменности. Ширина озера составляет 5—10 км, площадь — 802 км².